# Хайнрих (Саксония-Рьомхилд)
Вижте пояснителната страница за други личности с името Хайнрих.
Хайнрих (на немски: Heinrich von Sachsen-Römhild; * 19 ноември 1650, Гота; † 13 май 1710, Рьомхилд) от рода на Ваймерските Ернестински Ветини, е от 1680 до 1710 г. единственият херцог на Саксония-Рьомхилд и императорски генерал. От 1691 до 1693 г. той е ко-администратор на херцогство Саксония-Гота-Алтенбург.

## Живот
Той е четвъртият син на херцог Ернст I (1675 – 1675) и принцеса Елизабет София фон Саксония-Алтенбург (1619 – 1680), единствената дъщеря на херцог Йохан Филип от Саксония-Алтенбург (1597 – 1639) и принцеса Елизабет от Брауншвайг-Волфенбютел (1593 – 1650).
Хайнрих се жени на 1 март 1676 г. в Дармщат за Мария Елизабет фон Хесен-Дармщат (1656 – 1715), дъщеря на ландграф Лудвиг VI от Хесен-Дармщат. Тази година той мести резиденцията си в Рьомхилд.
След смъртта на баща му Саксония-Гота се управлява първо от седемте братя, до наследствената подялба на 24 февруари 1680 г. Хайнрих получава Саксония-Рьомхилд. Хайнрих се мести на 18 ноември 1680 г. със съпругата си Марилиз в Рьомхилд и нарича двореца си „Глюксбург“.
Още като млад той е на военна служба при императора и през 1697 г. става императорски генерал-фелдцойгмайстер, следващата година получава „Ордена на слона“.
Той умира внезапно през 1710 г. и оставя големи финансови задължения. Собствеността му е наддавана. Бракът му е бездетен.
- Хайнрих фон Саксония-Рьомхилд
- Дворец Глюксбург в Рьомхилд